# Drosophila californica
Drosophila californica är en tvåvingeart som beskrevs av Alfred Sturtevant 1923. Drosophila californica ingår i släktet Drosophila och familjen daggflugor.
Artens utbredningsområde är Mexiko och ett område inom USA från Oregon och Idaho i norr till Kalifornien och New Mexico i söder.